# Stanisław Zbigniew Franczak

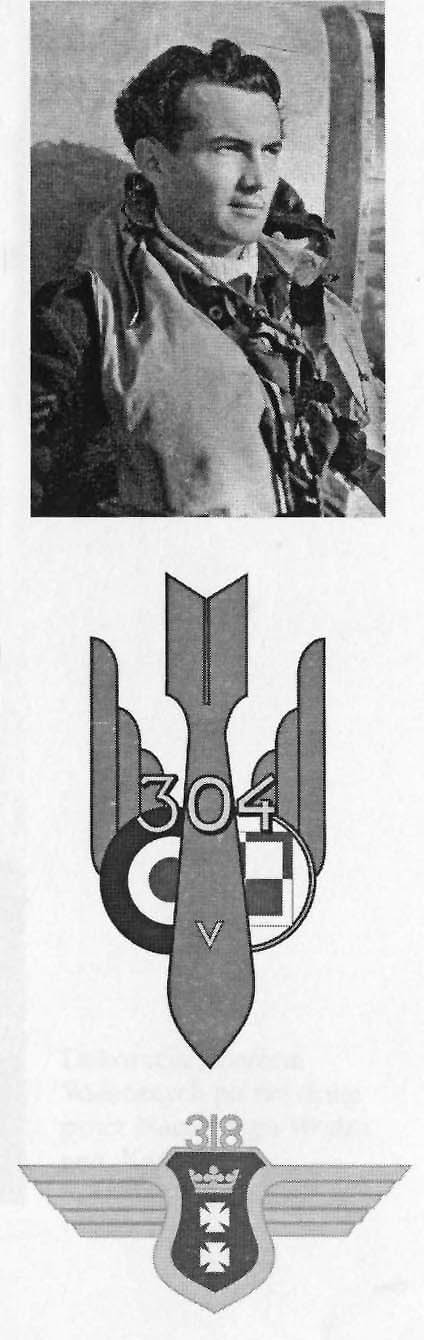
Stanisław Franczak

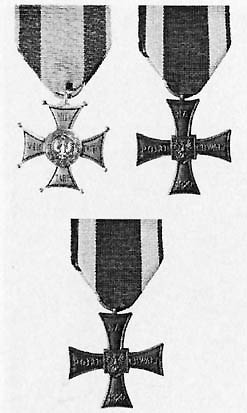
Odznaczenia nadane Stanisławowi Franczakowi

Stanisław Zbigniew Franczak  (ur. 10 stycznia 1920 w Luborzycy pod Krakowem, zm. 11 września 1944) – podporucznik pilot Polskich Sił Powietrznych w Wielkiej Brytanii, kawaler Virtuti Militari.

## Życiorys
Był dzieckiem nauczycieli, Stanisława i Katarzyny Heleny. W 1939 roku ukończył Liceum im. Adama Mickiewicza w Wilnie. Interesował się lotnictwem od wczesnych lat. Należał do wileńskiego aeroklubu. W latach 1937–1939 brał udział w kursach szybowcowych w Ustjanowej, przed samą wojną już latał na samolotach silnikowych. Po wybuchu wojny wraz ze starszym bratem Henrykiem przedostał się do Francji a potem do Wielkiej Brytanii.
W Szkocji ukończył skrócony Kurs Polskiej Szkoły Podchorążych. Awansował na podporucznika i otrzymał numer identyfikacyjny polskiego oficera P-2649. Latał w dywizjonie 304 jako pierwszy pilot w stopniu angielskim Pilot Officer. Zgłosił się ochotniczo do 1586 eskadry do zadań specjalnych, która latała z Włoch do powstańczej Warszawy. Odbył kilka lotów nad Warszawą. Były to nocne loty z Brindisi do Warszawy. Odległość tych miejsc wynosiła 1500 km, a powrót odbywał się za dnia pod obstrzałem niemieckich myśliwców. 10 września 1944 roku startowało wieczorem 20 samolotów – pięć polskich, cztery brytyjskie, i jedenaście południowoafrykańskich. Pięć samolotów zostało strąconych, w tym Liberator pilotowany przez podporucznika Stanisława Franczaka. Stało się to nad miastem Senta w Jugosławii. Czterech członków załogi uratowało się wyskakując na spadochronach. Stanisław Franczak zginął wraz z dwoma członkami załogi: Mieczysławem Foczpaniakiem, F/O (Flying Officer) – porucznikiem i Jerzym Truszkowskim F/Sgt. Spoczęli na cmentarzu wojskowym w Belgradzie (działka nr 8 – 10, rząd E)

## Ordery i odznaczenia
- Krzyż Srebrny Orderu Wojennego Virtuti Militari nr 10333 (pośmiertnie)
- Krzyż Walecznych – dwukrotnie
- Polowa Odznaka Pilota